# Ноорт, Оливье ван
Оливье ван Ноорт (нидерл. Olivier van Noort) (1558 — 22 февраля 1627) — голландский мореплаватель и пират, известный, как первый голландец, совершивший кругосветное путешествие.

## Детство и юность
Оливье ван Ноорт родился в 1558 году в городе Утрехт, в достаточно небогатой семье, мало связанной с морем. В возрасте примерно двадцати лет он работал в качестве трактирщика в порту родного города, но, увлечённый рассказами о море и далёких странах, принял решение переменить свою жизнь и поступил на службу во флот в качестве матроса. Относительно его путешествий до 1598 года практически ничего неизвестно, однако тот факт, что уже к концу века (в момент назначения главой экспедиции ему было 40 лет) ему доверили командование целой флотилией, говорит о большом опыте и успехах на морском поприще.

## Руководство кругосветной экспедицией (1598—1601)

### Предпосылки путешествия
Первоначально голландские торговцы ограничивались в своих взаимоотношениях с Индией, предпочитая вести дела через посредство Испании и Португалии — стран, доминировавших на этом направлении во второй половине XVI века. Однако, разразившаяся в 1572 году Нидерландская революция пошатнула устоявшийся порядок вещей. С одной стороны, очевидно было прекращение торговых отношений с испанцами. Первоначально, голландцы пытались обойтись посредничеством португальцев, но такая возможность просуществовала недолго.
Через шесть лет португальский король Себастьян I погиб во время похода в Северную Африку, и правившая в Португалии Ависская династия прервалась. Трон получил престарелый (66 лет) кардинал Энрике, который не имел детей и умер через полтора года, не оставив после себя наследника. Регентский совет провозгласил королём Филиппа II, заявившего свои права на престол. По его указанию старый враг Нидерландов, герцог Альба, отправился в Португалию для подавления мятежа другого претендента, Антонио из Крату, и заняв столицу, город Лиссабон, а также большую часть территории страны, поставил её под контроль своего государя. Это, а также щедрые подарки, обещание привилегий, а порой и прямой подкуп местного дворянства позволил Филиппу короноваться в качестве правителя Португалии, хотя и на определённых условиях (сохранение формальной независимости, с назначением Филиппа королём, а его детей — законными наследниками). Таким образом, оба источника отношений с Ост-Индией были утрачены и Нидерланды должны были искать новый способ решения сложившегося затруднения.

### Организация экспедиции. Цели и задачи
В начале 1598 года, группой амстердамских и роттердамских купцов во главе с Питером ван Буреном, был разработан проект путешествия. Согласно плану, снаряженная эскадра должна была повторить путь Магеллана в Южные моря и достичь Островов пряностей (Молуккские острова). С учётом непростой политической обстановки кораблям было разрешено нападать на испанские поселения и захватывать их. Более того, в выданных Оливье инструкциях подчёркивалось, что любые действия такого характера одобряются и поддерживаются нидерландским правительством. Таким образом, эта экспедиция должна была послужить двум целям: пресечению испанских торговых сношений с Ост-Индией и одновременно укреплению влияния Республики Соединённых провинций в этом регионе и создание собственного торгового маршрута. Для решения этой проблемы была снаряжена эскадра, состоявшая из четырёх кораблей, характеристики которых указаны ниже:

#### Список кораблей эскадры
1. «Маврициус» («Mauritius» рус. «Маврикий»), военный галеон. Водоизмещение — 270 тонн. Под командованием самого адмирала ван Ноорта.
2. «Фредерик Хендрик» («Frederik Hendrik»), военный галеон. Водоизмещение — 300 тонн. Под командованием вице-амдирала Якоба Клаасзоон ван Илпендама.
3. «Эндрахт» («Eendracht» рус. «Согласие»), вспомогательная яхта. Водоизмещение — ок. 150 тонн. Под командованием капитана Питер Эсайсзоон ван Линта.
4. «Хооп» («Hoop» рус. «Надежда»), вспомогательная яхта. Водоизмещение — ок. 150 тонн.

Всего на четырёх кораблях было 250 членов экипажа, то есть по масштабу эта экспедиция была вполне сравнима с первым кругосветным путешествием Магеллана (в которой участвовало 265—280 членов команды на 5 кораблях).

### Кругосветное путешествие

##### Атлантический этап

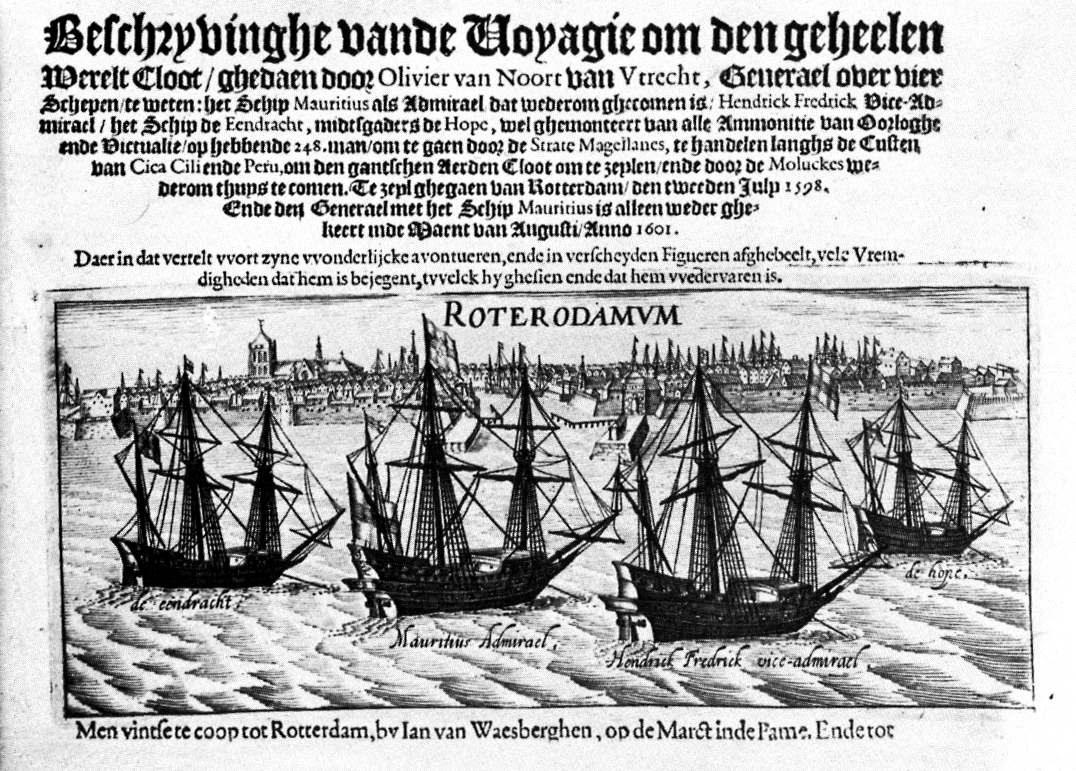
Корабли экспедиции Оливера ван Ноорта на обложке первой публикации его рассказа о кругосветном путешествии.

2 июля 1598 года эскадра из 4 кораблей под его командованием отплыла из Роттердама. Первоначально экспедиция отправилась на Туманный Альбион: здесь был нанят лоцман Меллиш, достаточно примечательный персонаж. Он был участником экспедиции известного английского корсара Томаса Кэвендиша, уже проходил через Магелланов пролив и, соответственно, хорошо знал маршрут экспедиции. В Британии корабли экспедиции пробыли достаточно долго, и лишь 24 сентября вышли в открытое море.
С самого начала Оливье преследовали неудачи. Из-за высокомерного и чрезмерно жесткого поведения вице-адмирала, командира «Фредерика» Якоба Клаасзоон ван Илпендама с его корабля дезертировало несколько человек, похитив при этом две шлюпки. Флот без значительных происшествий следовал вдоль западного побережья Африки, но на острове Принсипи в Гвинейском заливе (к западу от современного Габона), они, неожиданно для себя, прошли первое боевое крещение. Португальцы, первоначально дружелюбно встретившие их, напали на корабли ван Ноорта и убили несколько человек. Потери были тяжелыми, но скорее не из-за числа погибших (их количество не превышало десятка), а из-за их «качества». Во время этого нападения погиб брат адмирала Корнелис Ван-Ноорт и ряд важных офицеров, но главной потерей стала гибель лоцмана Меллиша, который с немалым трудом был нанят в начале путешествия, на знание маршрута и опыт которого руководитель экспедиции очень сильно рассчитывал. Пришедший в ярость Ван-Ноорт высадил на остров практически все доступные силы — 120 человек (остальные должны были охранять корабли) и атаковал португальцев. Враги, однако, оказались готовы к такому развитию событий: ими были воздвигнуты надежные укрепления, и после яростного боя, в которой голландцы потеряли убитыми и ранеными семнадцать человек, ван Ноорт был вынужден отступить, так и не покарав португальцев за их вероломство.
В начале января 1599 года они зашли на остров Аннобон, где пополнили припасы. Продолжая свой путь, эскадра Оливье повернула на запад, в сторону Бразилии. Достигнув её берегов, он бросил якорь в бухте Гунабара (рядом с городом Рио-де-Жанейро). Здесь ему также не оказали теплого приема: португальцы не дали ван Ноорту разрешения сойти на берег, для того, чтобы запастись водой и провиантом. В завязавшейся схватке голландцы потеряли еще одиннадцать человек и были вынуждены покинуть побережье и искать иные пути для пополнения своих припасов. На острове Сан-Себастьян экспедиции удалось пополнить лишь часть запасов и было решено искать остров Святой Елены. Эта попытка не увенчалась успехом: более того, вся экспедиция едва не потерпела крах. В ходе этих поисков, флотилию разметал шторм, и только ценой больших усилий им удалось снова объединиться. Испытывая огромные проблемы с навигацией, ван Ноорт отчаянно метался по Атлантике, пытаясь найти подходящий для зимовки остров, но не нашёл его. Зимовать пришлось на острове Санта-Клара, рядом с побережьем Бразилии. Единственным преимуществом этого места были фрукты, которых оказалось достаточно для предупреждения эпидемии цинги.
21 июня ван Ноорт покинул этот остров, бросив тут один из кораблей — «Эндрахт», поскольку для управления им не хватало людей, а также из-за некоторых повреждений, полученных им в ходе плавания. 20 сентября они достигли бухты Пуэрто-Деседао. Там они переименовали корабль «Хооп» в «Эндрахт», и занялись заготовкой воды и провианта, охотясь на морских львов, морских собак и пингвинов. Здесь же произошли их первые столкновения с индейцами, в которых погибло ещё три члена экспедиции. Проведя чуть больше месяца в этой бухте, ван Ноорт снова вышел в море, чтобы пройти через Магелланов пролив, которого он достиг только 4 ноября. Здесь он встретил члена предыдущей голландской экспедиции 1598 года — экспедиции адмирала Жака Маху, Себальда де Вирта, командовавшего кораблём «Гелуф» («Geloof», рус. «Вера»). Экспедиция Маху также должна была пройти через Магелланов пролив, причём она была масштабнее, чем экспедиция ван Ноорта: в ней участвовало около пятисот человек на пяти кораблях, но адмирал погиб от болезни, а корабли разметало бурей. Себальд хотел присоединиться к Ван Ноорту, но его корабль не был достаточно быстр, и поэтому был вынужден вернуться в Нидерланды.
Проход в ненастную погоду через Магелланов пролив отнял у членов экспедиции невероятно много сил. Команда страдала от голода, из-за нехватки фруктов на кораблях произошла вспышка цинги, росло недовольство и ходили разговоры о мятеже. Чтобы воспрепятствовать росту мятежных настроений, адмирал арестовал и судил Якоба Клаасзона ван Илпендама, бывшего, по его мнению, лидером оппозиционной партии. Суд, состоявшийся на борту «Маврициуса» признал его вину и приговорил его к высадке на необитаемом острове, его место занял бывший командир корабля «Эндрахт» Питер Эсайсзоон ван Линт. Дальнейшая судьба осужденного вице-адмирала неизвестна. Со всеми этими задержками и неурядицами, у ван Ноорта ушло 116 дней на проход через Магелланов пролив — на сто дней больше, чем для той же задачи понадобилось сэру Френсису Дрейку. Таким образом, Тихого океана экспедиция достигла только в феврале-марте 1600 года. К моменту выхода в Тихий океан на кораблях оставалось лишь около половины команды, покинувшей гавань Роттердама — 147 человек.

##### Тихоокеанский этап

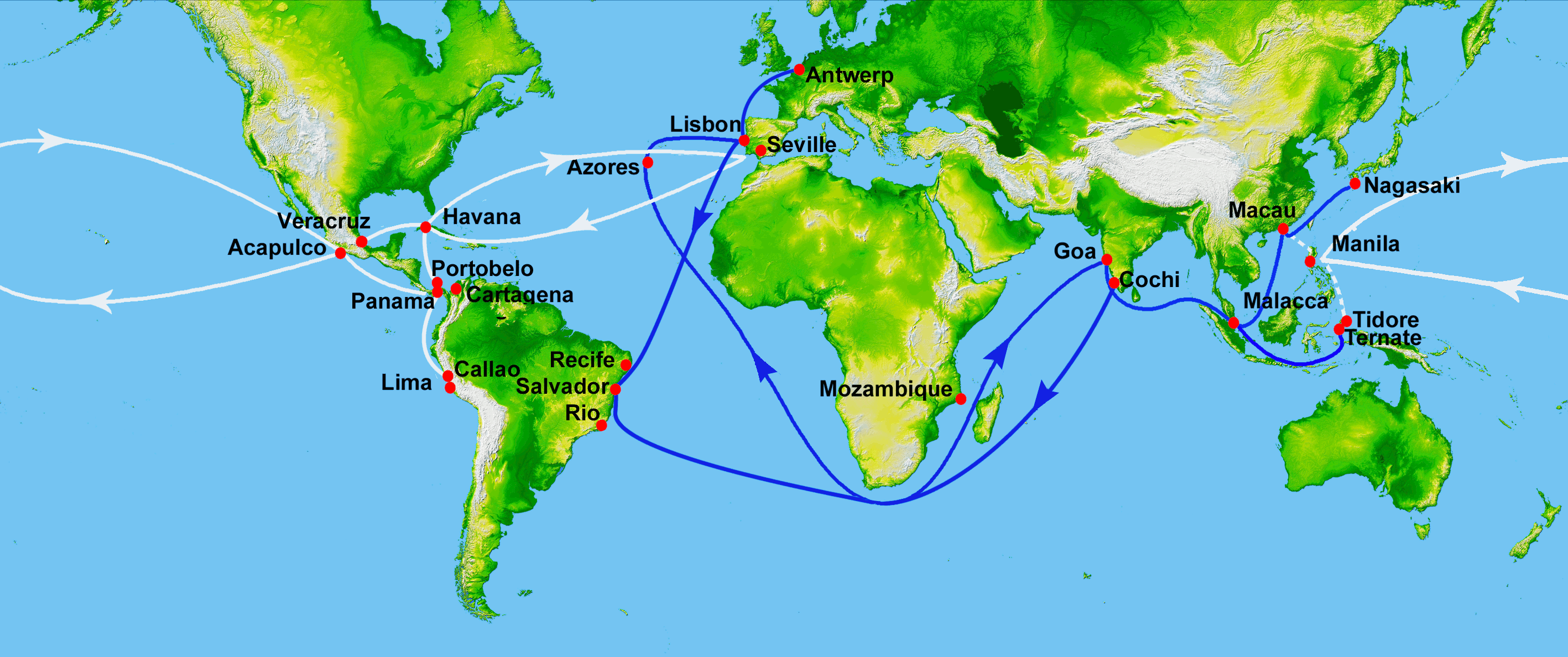
Маршруты португальских торговых судов (отмечены синим) и Манильских галеонов (отмечены серым), захват которых был целью ван Ноорта.

После выхода в Тихий океан, ван Ноорт потерял контакт с еще одним судном своей эскадры — галеоном «Фредерик Хендрик». Это был действительно тяжелый удар: если потерянный ранее «Эндрахт» был небольшим кораблем, исполнявшим скорее вспомогательные функции, то «Фредерик» был боевым галеоном, по водоизмещению превосходившим даже флагман, «Маврициус». До 12 марта адмирал ожидал этот корабль, но так его и не увидел. «Фредерик» в одиночку отправился на запад, и в 1601 году достиг острова Тернате в Индонезии. Оливье же решил вернуться к выполнению поставленной ему задачи: нарушению торговли испанцев. «Маврициус» и сопровождавшая его яхта двинулись на север вдоль побережья Чили. Здесь ему наконец повстречался испанский корабль, который перевозил ценный приз — испанский галеон «Buen Jesús», на котором находилось 10500 фунтов (около 4,5 тонн) золота. Корабль был захвачен, но испанский капитан успел выбросить все золото в море, и команда ван Ноорта осталась ни с чем. По признанию пленных, вице-король Перу Луис де Веласко-и-Кастилья отправил своего племянника Хуана Веласко во главе эскадры к Панаме, куда направлялся ван Ноорт, чтобы жечь и грабить торговые суда. Лоцмана с галеона «Buen Jesús» по имени Хуан Сандоваль, голландцы использовали для перехода через Тихий океан, а когда он перестал быть им нужен — выбросили в море.
28 марта ван Ноорт атаковал порт Вальпараисо, где голландцами было захвачено еще два испанских судна, однако количество захваченных на них ценностей было невелико. В апреле флотилия достигла Кальяо — гавани Лимы. Оливье провел несколько месяцев, вплоть до июля, грабя прибрежные поселения, после чего, опасаясь преследования со стороны испанской сторожевой флотилии, он принял решение идти через Тихий океан на запад. Ван Ноорт был неприятно удивлён тем обстоятельством, что испанские поселения с западного побережья извлекли уроки из нападений Френсиса Дрейка и были готовы к обороне. По этой причине он решил подстеречь Манильские галеоны непосредственно рядом с Филиппинами, которые были важнейшим узловым пунктом в этом маршруте.
В начале сентября он подошёл к Марианским островам, а 16 числа — к острову Гуам. Здесь произошло достаточно примечательное происшествие: голландские корабли были окружены несколькими сотнями лодок, наполненных туземцами, которые требовали у европейцев железа, с которым они уже познакомились и которое научились ценить. Один из туземцев даже забрался на корабль голландцев, схватил висевшую на стене рапиру и спрыгнул в воду.
Далее, ван Ноорт отправился к Филиппинам. Изрядно поредевшая команда «Маврициуса» и «Эндрахта» насчитывала всего лишь чуть больше 90 человек. Достигнув Филиппин, голландцы, осознавая свою уязвимость и слабость, пошли на хитрость, выдав себя за французов. Им удавалось почти десять дней вводить испанских колонистов в заблуждение, а когда обман раскрылся, они возобновили пиратские рейды. Войдя в Манильский залив, голландцы сожгли и разграбили несколько прибрежных деревень, атаковав попавшиеся им на пути испанские, португальские и китайские торговые суда. Генерал-губернатор Филиппин, дон Антонио де Морга организовал для противодействия пиратам, терроризировавшим Манилу, все имевшиеся на островах сухопутные и морские силы. Были наспех снаряжены 2 корабля — галеон «Сан-Диего», флагман, на котором находился сам генерал-губернатор, и превосходивший по всем своим характеристикам сильнейший корабль ван Ноорта «Маврициус» (300-тонное судно, оснащённое 14 пушками, с 450 моряками у де Морга против 270-тонного корабля всего лишь с 65 матросов у ван Ноорта) и вспомогательное судно «Сан-Бартоломе», на котором разместилось 100 моряков и солдат под командованием капитана Хуана де Алькега, также значительно превосходившее в силе «Эндрахт».

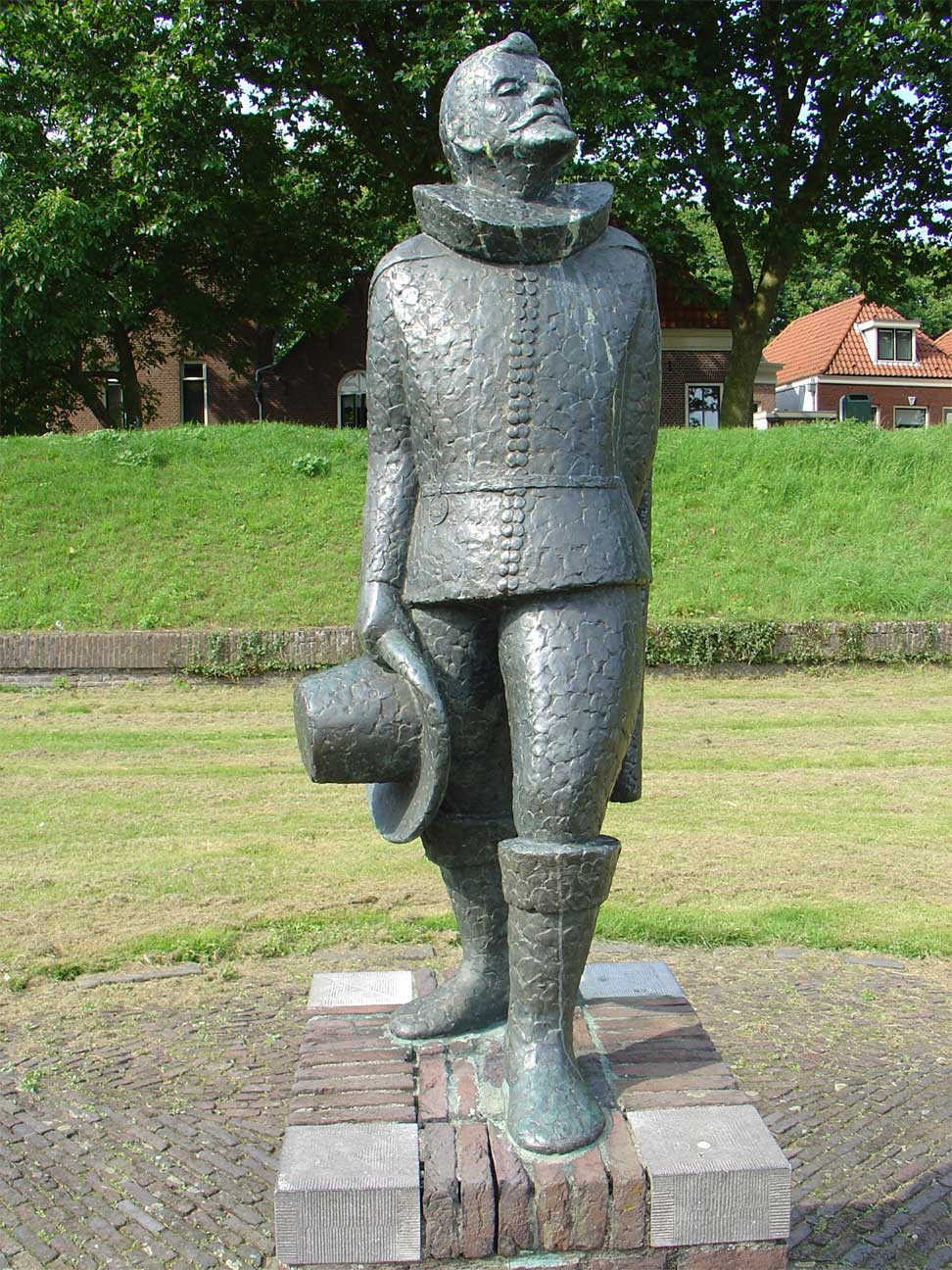
Памятник Оливье ван Ноорту в Утрехте.

14 декабря испанцы нагнали нидерландские корабли. Ван Ноорт немедленно приказал яхте «Эндрахт» возвращаться на родину с копией отчета об экспедиции, а сам остался, для того, чтобы задержать корабли испанской эскадры и дать «Эндрахту» время оторваться от преследователей. В последовавшем сражении голландский корабль был взят испанцами на абордаж, вся верхняя палуба была захвачена но 58 членам экипажа удалось забаррикадироваться в помещениях под верхней палубой. Видя, что его люди колеблются, ван Ноорт схватил факел, и, размахивая им, пригрозил поджечь и взорвать корабль. Вдохновив таком образом своих людей, и испугав испанцев, адмирал вынудил атакующих отступить на борт «Сан-Диего». Испанский корабль был расстрелян голландской артиллерией, утратил манёвренность и вскоре затонул, унося с собой жизни почти всего экипажа, а также капитана судна — всего около 350 человек. Стоит заметить, что победители проявили большую жестокость, и не только не помогли утопающим, но кололи их пиками и даже выстрелили по ним из пушки. Голландцы потеряли 5 человек убитыми и 25 ранеными; кроме того, капитан «Сан-Бартоломе», Хуан де Алькега - захватил яхту «Эндрахт». Судьба пленных голландцев была незавидна — все 25 пленных были задушены удавкой.
Накануне нового, 1601 года Оливер ван Ноорт отошёл от берегов Филиппин, дал отдых команде на острове Борнео (совр. Калимантан), потом взял на Яве груз пряностей и направился через Индийский океан к мысу Доброй Надежды. Обогнув юг Африки, голландцы пошли через Атлантический океан обратно в Нидерланды, и 26 августа 1601 года благополучно прибыли в Роттердам. Из 248 участников экспедиции домой вернулись лишь 45 человек, но успех экспедиции того стоил: пайщикам этого первого голландского кругосветного плавания досталось почти 60 тонн специй и другого ценного груза, покоившегося в трюмах «Маврициуса».

## Жизнь после кругосветного плавания
Кругосветное путешествие ван Ноорта принесла голландским купцам не только весьма ощутимые дивиденды, но и подтолкнуло их к мысли о прибыльности ведения дел в Новом Свете. Во многом, успех этого путешествия предопределил создание в 1602 году Голландской Ост-Индской Компании. К сожалению, о дальнейшей судьбе Оливье ван Ноорта почти ничего не известно. Уже немолодой (ему было уже больше 60 лет), с 1620 по 1626 год он занимал должность коменданта гарнизона в городке Схоонховен. Умер там же 22 февраля 1627 года и был погребён в церкви Св. Варфоломея. В родном городе ван Ноорта в его честь установлены мемориальная доска и памятник.

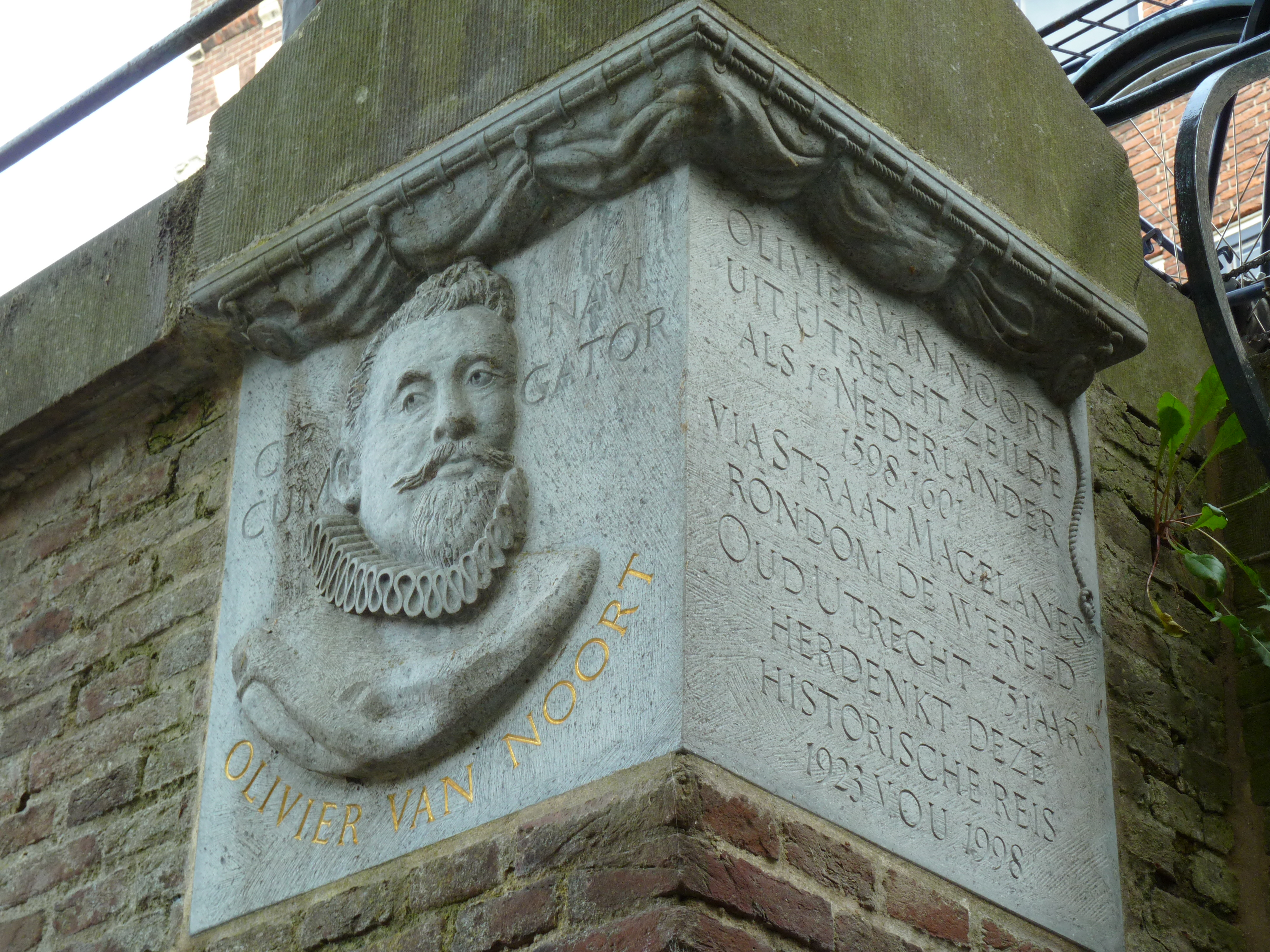
Памятная табличка, посвящённая ван Ноорту.